# Новоселівський гірничо-збагачувальний комбінат
Новоселівський гірничо-збагачувальний комбінат (Новоселівський ГЗК) — комплексне гірниче підприємство з видобутку кварцевих пісків з сухого і обводненного горизонтів, створене в селі Новоселівка Нововодолазького району, Харківської області.

## Загальний опис
Підприємство веде видобуток пісків з сухого і обводненного горизонтів, розробляються дві ділянки родовища — Південний і Новоселівський. Розпочато розкривні роботи на Берестовеньківському родовищі, розташованому на відстані 50 км від Новоселівського.
Підприємство почало своє існування як Новоселівське кар'єроуправління 1938 року.
2001 року АТ «Новоселівській ГЗК» пройшло акредитацію за стандартом якості ISO 9001: 2000.
2008 року АТ «Новоселівській ГЗК» увійшло до складу компанії Sibelco.

## Історія комбінату

### 1922—1937
1922 року селянин Іван Андрійович Яковенко  на своїй ділянці знайшов пісок, який виявився кварцевим. Об'єднавшись з сусідами, Яковенко І. А. вивозив його на возі на Мерефянський склозавод за договором. 1932 року на місці цих садиб відкритий кар'єр кварцового піску.

### 1938—1944
У травні 1938 року почалася розробка родовища Новоселівським кар'єроуправлінням «Главскло» Народного комісаріату легкої промисловості СРСР. Кашликов Яків Романович — перший директор Новоселівського кар'єроуправління.
Продуктивність кар'єру на рік становила близько 20 тис. тонн. Пісок видобували вручну, завантажували в автомобілі ГАЗ-АА і ЗІС-5 і перевозили на ст. Водолага Південної залізниці. На станції пісок завантажувався в вагони і надходив до замовника.
1939 року Лойко Ю. В. призначений директором кар'єроуправління.
З 1941 до 1945 р кар'єр не працював.

### 1945—1960
1945 року відновлений видобуток скляного піску в кар'єрі за довоєнною схемою. Директором кар'єру призначається Головатов І. І.
З 1946 року директор Погорелов С. С.
1947 року кар'єр заглиблений до рівня ґрунтових вод, і вироблення на площі близько 4,5 га. Довжина фронту робіт кар'єру — 320 м, висота видобувного уступу — 7-10 м.
Продуктивність кар'єру 1947 році становила 11 тис. тонн.
З 1950 року розкривні роботи стають механізовані через впровадження екскаватора ОМ-201 і згодом ОМ-202 з ємністю ковша 0,5 м3, а потім екскаватора Е-762 з ємністю ковша 0,75м3. Перевозили розкривны породи вузькоколійними мотовозами.
1951 року для удосконалення роботи на розкривних роботах в кар'єр закупають автосамоскиди ММЗ-555.
1953 року директором призначається Надточій М. І..
1954 року будується залізнична гілка нормальної колії від роз'їзду 24 км Південної залізниці до кар'єру через збільшення видобувних і навантажувальних робіт до 180 тис. тонн на рік.
Пісок, який добувається екскаватором, завантажується в залізничні вагони або складується з метою підготовки пісків певного сорту. Пісок ручного видобутку за допомогою стрічкових транспортерів завантажується в залізничні вагони. Видобуток ведеться селективний або валовий, в залежності від вимоги сортності. Селективному видобутку передує експлуатаційне випробування забою кар'єру по трьохметровій квадратній сітці. При валовому видобутку випробування проводиться в лабораторії кар'єру.
1955 року в кар'єр надходить новий екскаватор Е-754 з ємністю ковша 0,76 м3.
З 1957 до 1960 року директор кар'єроуправління Потапенко М. І. У цей період кар'єроуправління забезпечувало сировиною 26 заводів країни.
З 1957 року через збільшення обсягу розкривних робіт почали надходити бульдозери.

### 1960—1969
1960 року директор кар'єру Лабузний Я. К.. 
У цей період надходять нові, потужні екскаватори Е-10011 з ємністю ковша 1,0м3, а потім екскаватори Е-1252 з ємністю ковша 1,25м3.
До початку 60-х років через інтенсивне опрацювання скляних пісків сухого горизонту, підошва кар'єру значно розширилася і з'являся можливість видобутку пісків обводненого горизонту.
Видобуток кварцевих пісків обводненого горизонту підрядним способом проводився до 1966 року.
На початок 60-х років обсяг видобутку кварцового піску зріс до 330 тис. тонн на рік, а обсяг розкривних робіт склав 550 тис. м3.
1965 року почалася реконструкція кар'єру, будівництво збагачувальної фабрики потужністю 60 тис. тонн збагаченого піску на рік, а також будівництво силової підстанції 35 кВт Новоселівка та лінії електропередачі 35 кВт «Борки-тягова-Новоселівка».
1967 року завершене будівництво Просянського кар'єру, а з 1968 року — почалися видобувні роботи.
1967 року почали надходити нові екскаватори УБ-266 з ємністю ковша 2,66 м3 виробництва Німецької Демократичної Республіки.
Для поліпшення умов праці на ділянці підготовки залізничних вагонів для навантаження створюється установка миття вагонів.
З 1968 року в кар'єр почали надходити автосамоскиди КрАЗ-256-Б виробництва Кременчуцького автозаводу. 
Цього ж року в кар'єр надійшов перший тепловоз серії ТГМ, а також потужний бульдозер ДЕТ-250.
Оновлення кар'єрної техніки і обладнання дало свої позитивні результати — 1969 року кар'єр переступив півмільйонний рубіж видобутку і постачання кварцових пісків, здобувши і відвантаживши заводам 515 тис. тонн піску, а 1971 року обсяг видобувних робіт значно випереджав виробництво розкривних робіт, тому процес оновлення техніки продовжувався.
1971 року в кар'єр надійшли перші два електричних екскаватора Е-2503 з ємністю ковша 2,5 м3, виробництва Воронезького екскаваторного заводу. Тривав також процес механізації ручної праці, поліпшення умов праці робітників.

### 1970—1979
Очищення і мийка вагонів в зимовий час була малоефективною, вимагала підігріву води і тривалого часу. З метою якісної та ефективної очистки вагонів в 1971 році на залізничній гілці, що веде в кар'єр, поруч з установкою миття вагонів, була споруджена установка очищення вагонів з використанням реактивних авіаційних двигунів, що вичерпали моторесурс. Установка виявилася ефективною і працювала протягом кількох років до переведення миття вагонів на гаряче водопостачання в зимовий період.
Зі збільшенням плану видобутку і постачання кварцового піску заводам збільшувалася потреба в залізничних вагонах, яку Харківське відділення Південної залізниці не завжди задовольняло, а на претензії кар'єру відповідало постачанням під навантаження критих вагонів. Технологія вантажних робіт в кар'єрі не забезпечували виконання такої роботи, тому в 1971 році були створені дві спеціальні установки для навантаження критих вагонів, а з 1972 року почалося їх використання в навантажувальних роботах.
Загальна чисельність робітників комбінату в 1970 році сягнула понад 170 осіб. Були створені нові служби, періодично удосконалювалася структура управління. З метою оперативного вирішення кадрових питань в 1970 році в кар'єрі створюється відділ кадрів. А в 1972 році створюється нова структурна служба — хімічна лабораторія.
Інтенсивне ведення розкривних і видобувних робіт на Новоселівському і Просянському кар'єрах відкрили значні запаси корисних копалин, що знаходилися нижче рівня ґрунтових вод, тобто в обводненому горизонті, потужністю 10-16 метрів.
Застосування в кар'єрі електричних екскаваторів, подальше впровадження земснаряда «Гідроп» з електричним приводом зумовили створення енергетичної служби, яка була виділена в самостійну службу в 1972 році.
1973 року земснаряд «Гідроп» з обезводжуючим плаваючим транспортером «Декольт» був змонтований і введений в експлуатацію на Просянському кар'єрі силами угорських і новоселівських фахівців.
За час експлуатації земснаряду «Гідроп» було видобуто 8517 тис. тонн скляних пісків обводненого горизонту.
1973 року була утворена гірничо-транспортна дільниця з видобутку і відвантаження кварцових пісків.
Чергове технічне переозброєння кар'єру і вдосконалення керування гірничими, допоміжними роботами дозволили довести до кінця 1973 року обсяг гірничо-підготовчих робіт до 1152 тис. м3, обсяг видобувних і навантажувальних робіт — до 638 тис. тонн і забезпечити кварцовим піском 152 заводи скляної промисловості країни, то тобто за 15 років — з 1958 року до 1973 рік кількість споживачів збільшилася майже в 6 разів.
Розпочаті в 1973 році роботи з рекультивації, тобто відновлення порушених гірничими розробками сільськогосподарських угідь — дозволили до кінця 1975 року повернути в сільгоспвиробництво 35,5 га орних угідь.

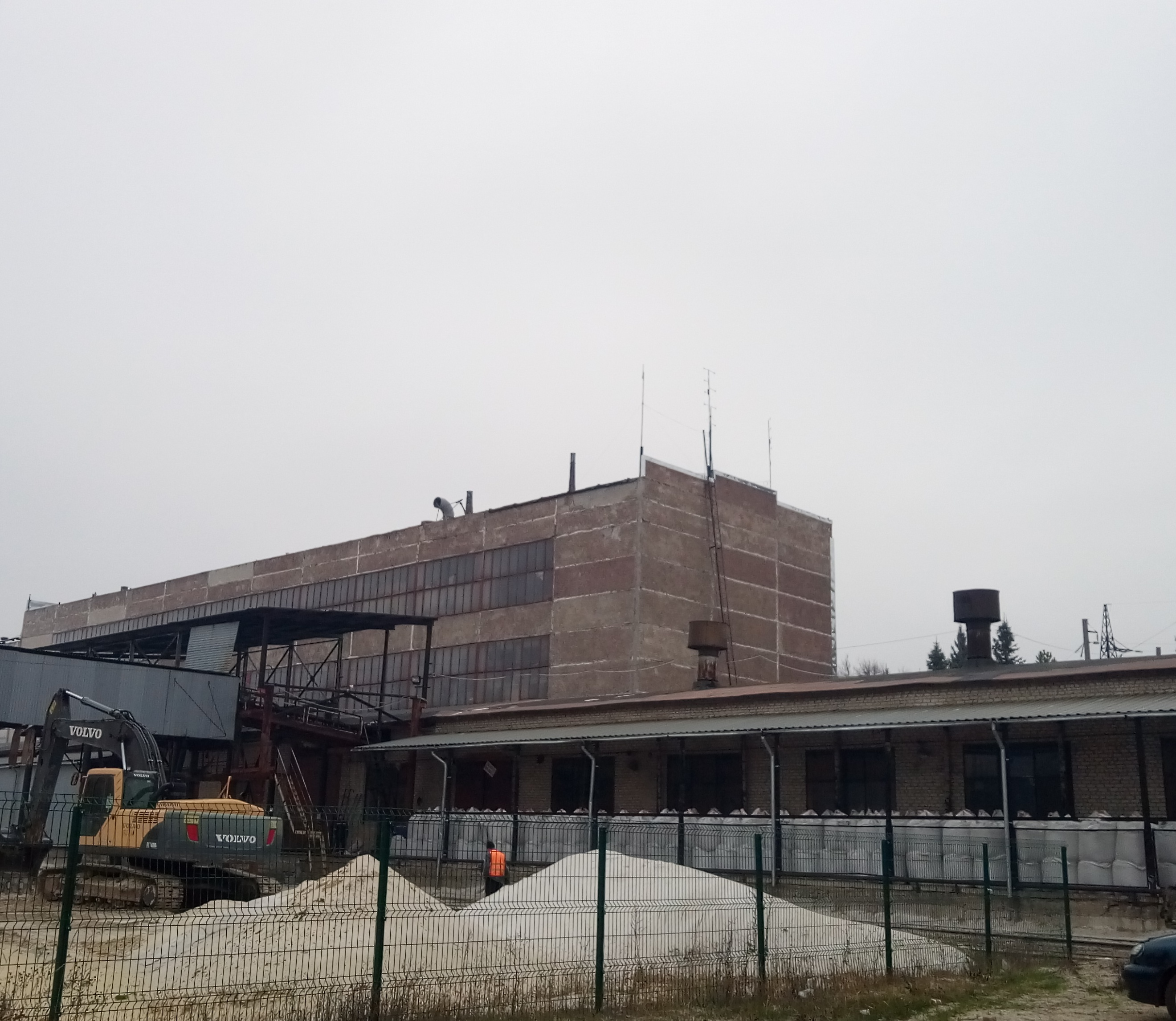
Збагачувальна Фабрика Нововселвського ГЗК

На початку 1975 року було закінчено будівництво збагачувальної фабрики. Оскільки будівництво велося повільними темпами більш десяти років, запроектоване збагачувальне устаткування до моменту запуску вже було в більшості своїй морально застарілим. Тому в перші роки експлуатації фабрики були демонтовані класифікатори, віброживильники, гвинтові живильники, сушила, холодильники, виведені з лінії обезводнювальні бункера, електромагнітні сепаратори. Замість цього обладнання було встановлено більш економічне, сучасне і продуктивне: стрічкові вакуум-фільтри, сушка в підвішеному шарі тощо, що дозволило спростити і оптимізувати процеси на фабриці.
У 1975 році було видобуто і відвантажено заводами-споживачами 733 тис. тонн високоякісного кварцового піску. Обсяг гірничо-підготовчих робіт склав 1538 тис. м3. Чисельність працівників комбінату до початку 1975 року зросла до 305 осіб.
У 1977 році налагодження технологічного обладнання збагачувальної фабрики було закінчене і в цьому році фабрика випустила перші 21 тис. тонн збагаченого піску.
У перші роки експлуатації фабрика випустила тільки одну марку збагаченого піску ОВС-015-1, якому 29 липня 1983 був привласнений «Знак якості» — авторитетне та популярне свого часу звання.

### 1980—1989
З 1985 року почався випуск ще однієї марки збагаченого піску — ОВС-020-В.
До кінця 1977 обсяг видобувних робіт склав 775 тис. тонн. У зв'язку з тим, що гірничо-підготовчі роботи постійно відставали від необхідних темпів, розкриті запаси обводненого горизонту становили близько 5 млн тонн.
З цією метою в 1977 році почалося виготовлення землесосної установки власними силами, із залученням фахівців-монтажників Харківського спеціалізованого РСУ-1 Мінпромбудматеріалів УРСР. В основу споруджуваного земснаряда був закладений принцип роботи земснаряду «Гідроп». У 1978 році земснаряд був змонтований і введений в експлуатацію і видав на карти намиву перші 300 тис. тонн піску. За час експлуатації земснаряду власного виготовлення видобуто 10104 тис. тонн скляних пісків обводненого горизонту.
У липні 1977 року Новоселівський кар'єр кварцового піску був перейменований в Новоселівський гірничо-збагачувальний комбінат.
З 1980 року на комбінат почали надходити автосамоскиди БелАЗ-540.
Продовжувала нарощуватися потужність комбінату, яка досягла до кінця 1980 року 946 тис. тонн, в тому числі 63 тис. тонн концентрату.
З відкриттям фабрики її технологічні лінії постійно реконструювалися, удосконалилися, змінювалося технологічне обладнання.
У 1980 році був побудований ремонтно-відновлювальний комплекс мехмастерня зі слюсарним, ковальським, зварювальним відділеннями, електроділянка, гараж для ремонту автомобілів.
У 1981 році потужність комбінату переступила мільйонний рубіж — було видобуто і відправлено 1130 тис. тонн кварцового піску, в тому числі 69 тис. тонн збагаченого.
У 1982 році комбінат отримав новий бульдозер ДЕТ-250 з розпушувачем, застосування якого полегшувало проведення розкривних робіт в зимовий період при значних морозах. Продовжувало надходити нове обладнання: автосамоскиди БелАЗ-540, тепловоз ТГМ-3, бульдозери Т-130, поповнювався верстатний парк.
У 1984 році тепловозний парк комбінату поповнився новим, більш потужним тепловозом ТГМ-4, а з 1985 року комбінат почав отримувати екскаватори нової серії ЕГК-5А з ємністю ковша 5,0 м3.
У 1986 році директором комбінату призначений Оседця Микола Володимирович.
Для виробництва гірничо-підготовчих, гірничо-капітальних і рекультиваційних робіт комбінат має: електричні екскаватори ЕКГ-5А і Е-2503, автосамоскиди БелАЗ-540 і КрАЗ-256 Б, бульдозери ДЕТ-250, Т-330, Т-130, навантажувачами. На видобувних і навантажувальних роботах задіяні електричні екскаватори: Е-2503, ЕР-100, навантажувачі, земснаряди, тепловози ТГМ-3 і ТГМ-4, думпкарти, бульдозери.
Досягнута потужність фабрики в 2,5 рази перевищувала проектну. Обслуговування та ремонт техніки і обладнання забезпечують механічна майстерня та енергоділянка.
Своє 50-річчя Новоселівський гірничо-збагачувальний комбінат зустрів як потужне у своїй галузі, високомеханізоване підприємство сировинної бази скляної промисловості країни. Комбінат забезпечував 15 % союзної потреби в кварцових пісках, Новоселівське родовище скляних пісків займало площу 155,0 га, складалося з двох ділянок: Новоселівського і Південного. Запаси на 1988 рік становили 32772 тис. тонн, що становило 18 % союзних запасів кварцових пісків. Новоселівський ГЗК займав територію 158,0 га. Видобувні роботи в 1988 році рівні 1196 тис. тонн, поставка — 1 172 тис. тонн, в тому числі 157 тис. тонн концентрату.
Обсяг розкривних робіт дорівнює 2,5 млн м3, в тому числі 630 тис. м3 — гірничо-капітальні роботи в Південному ділянці родовища, що виконуються господарським способом. Комбінат поставляв кварцові піски понад 260 заводам всіх союзних республік і регіонів країни аж до Байкалу.
За час проведення робіт p рекультивації порушених земель комбінат відновив і передав для використання в сільськогосподарському виробництві 78,3 га в тому числі 66,3 орних угідь і 12,0 лісових насаджень.
Колектив комбінату становили 430 працівника чотирьох національностей, 52 професій і 27 спеціальностей. У колективі було 15 фахівців з вищою освітою і 41 — з середньою спеціальною освітою. За високі трудові досягнення 12 працівників комбінату були нагороджені орденами і медалями.

### 1990—1999
На початку 90-х років у зв'язку з нестабільністю економіки кількість споживачів скоротилося, але все ж комбінат поставляв скляну сировину на Україну, в країни Прибалтики, Білорусії, Молдови, Росії, Польщі та Угорщини.
Пісок різнозернистий, каоліністий вивчався як формувальний пісок і як сировина для силікатної цегли. В результаті лабораторних і технологічних досліджень цей пісок відповідав вимогам для формування та для виробництва силікатної цегли, але виявився непридатним за морозостійкостю.
Суглинки і глини вивчалися як сировина для будівельної кераміки. Лабораторні дослідження і заводські випробування визначили можливість застосування їх для виробництва цегли керамічної методом напівсухого пресування.
Виконуючи завдання комплексного використання всього спектра корисних копалин родовища, в тому числі керамічної цегли в 1991 році розпочато будування заводу з виготовленню керамічної цегли. У 1995 році відбувся пуск цегельного заводу, щорічний випуск цегли становив 4,5-5,0 млн штук. Частина виробленої цегли використовувалася як облицювальна.

### Сучасність
У 2001 році створюється відділ технічного контролю. У 2003 році вводиться посада генерального директора, яку займає директор комбінату Оседця Микола Володимирович.

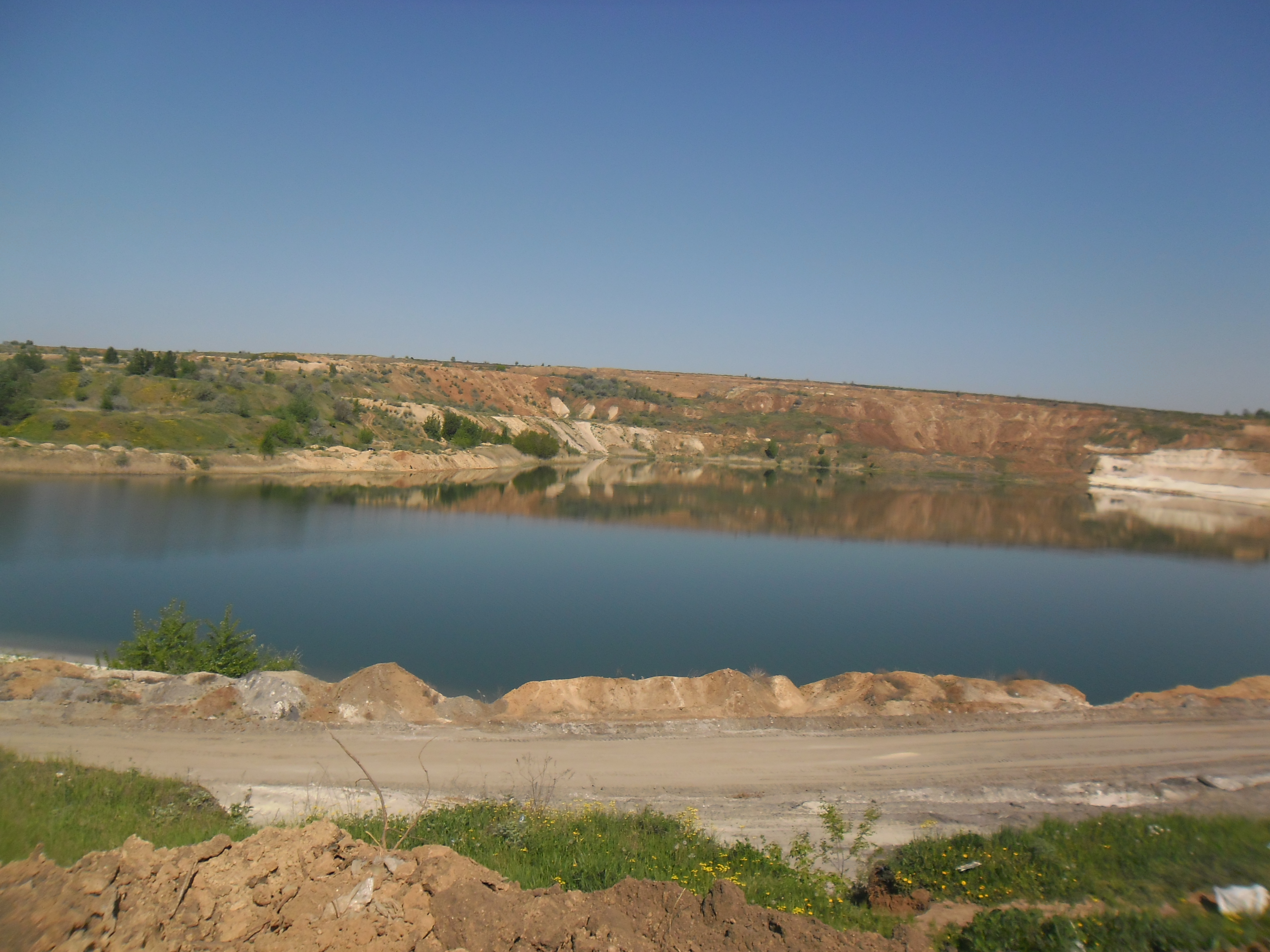
Новоселівський ГЗК. Старий ставок

У 2004 році було розпочато виробництво нового виду продукції — кварцу меленого пилоподібного, для цього була організована ділянка по виробництву пилокварцу. Було придбано і встановлено обладнання фірми GERBR. PFEIFFER AG (Німеччина). Споживачами кварцу меленого пилоподібного стали ливарні виробництва і підприємства, що виробляють сухі будівельні суміші, скловолокно, миючі засоби та ін. Оскільки попит на кварц мелений пилоподібний зростав, було ухвалене рішення про придбання ще одного млина для подрібнення кварцового піску- центрово-ударний млин «Титан М125» виробництва ЗАТ «Нові технології» (м. Санкт-Петербург).
У зв'язку з розширенням промислового виробництва і необхідністю його автоматизації, в 2004 році було організовано ще два нових підрозділи — ділянку автоматизованої системи управління виробництвом і ділянку з пошиття м'яких контейнерів — тари для упаковки продукції, що випускається комбінатом.
З 2008 року ЗАТ «Новоселівський гірничо-збагачувальний комбінат» є дієвим підприємством, що виконує в необхідному обсязі свою задачу по забезпеченню високоякісною сировиною підприємств скляної промисловості України, країн СНД і Східної Європи.

## Галерея

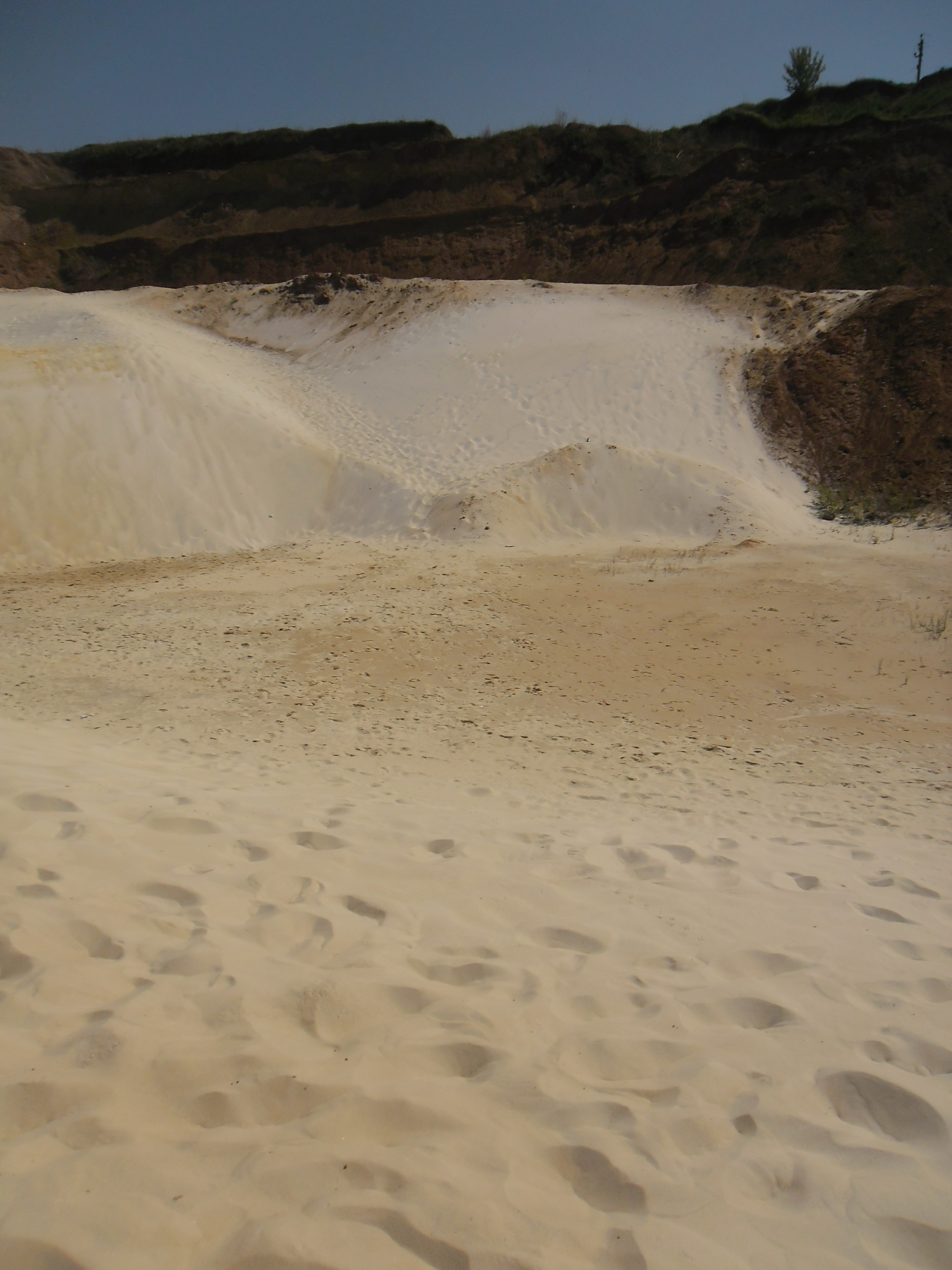
Новоселівський ГЗК. Пісчані дюни
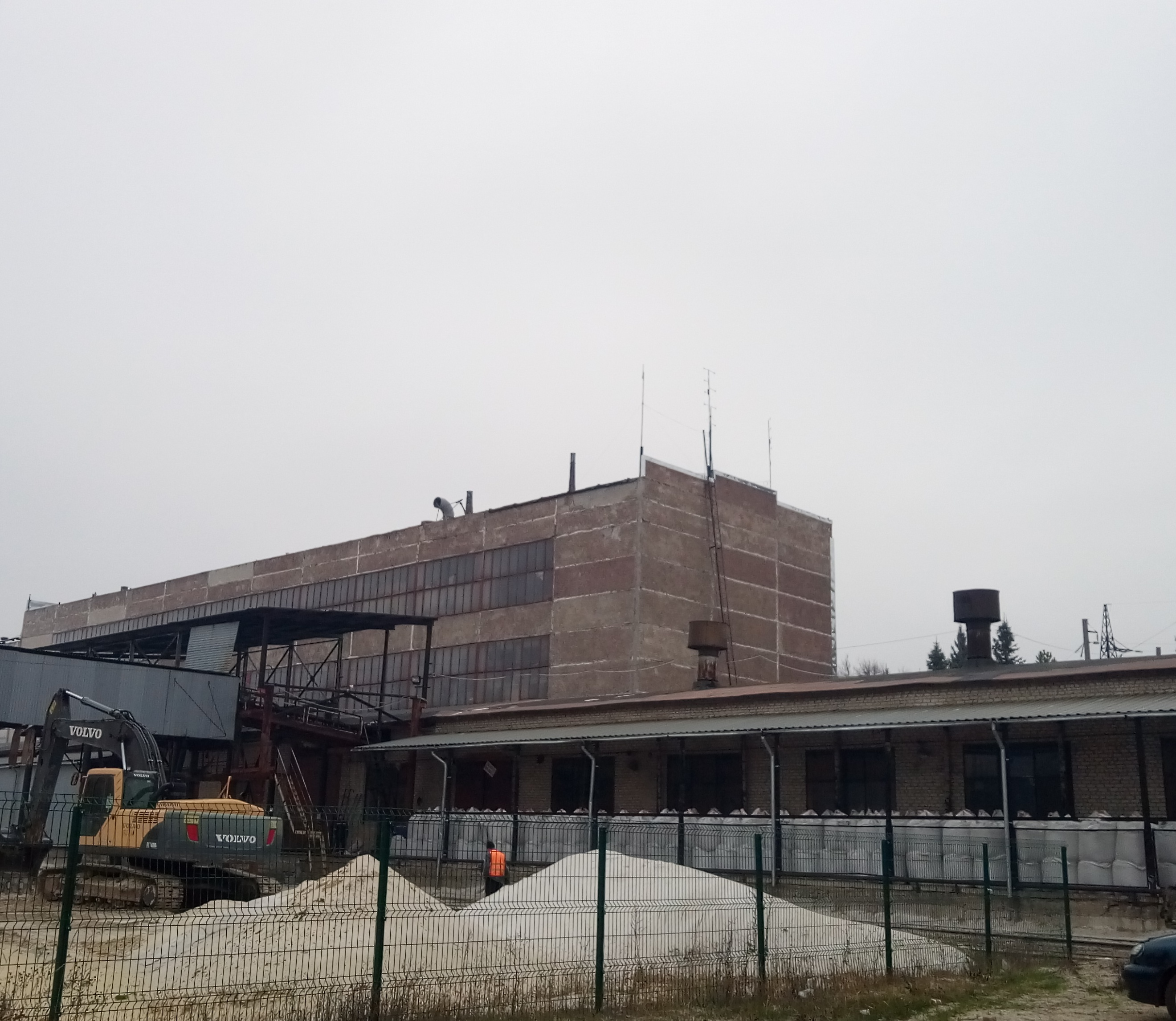
Збагачувальна Фабрика Новоселівського ГЗК
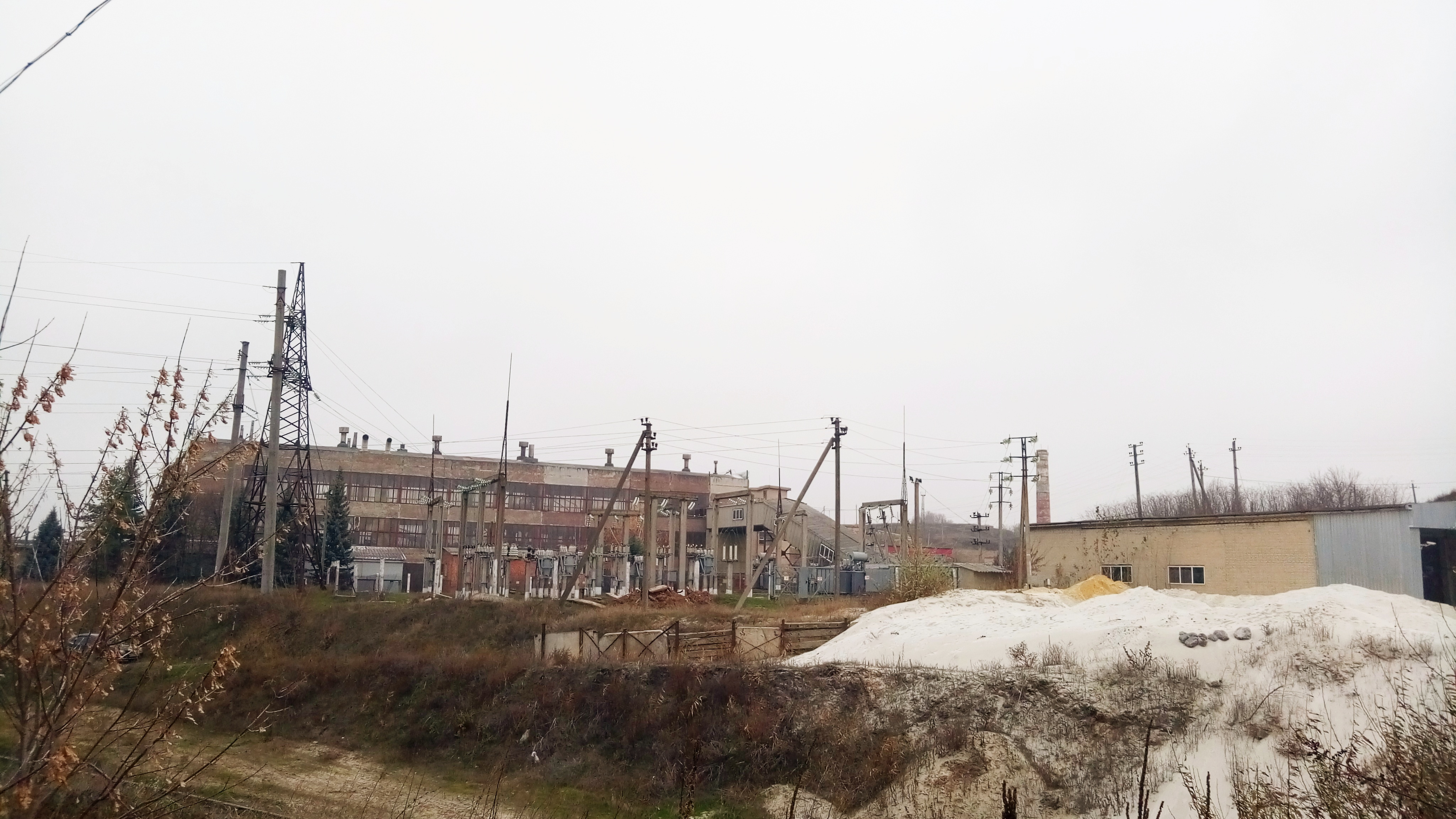
Збагачувальна фабрика. Вид згори
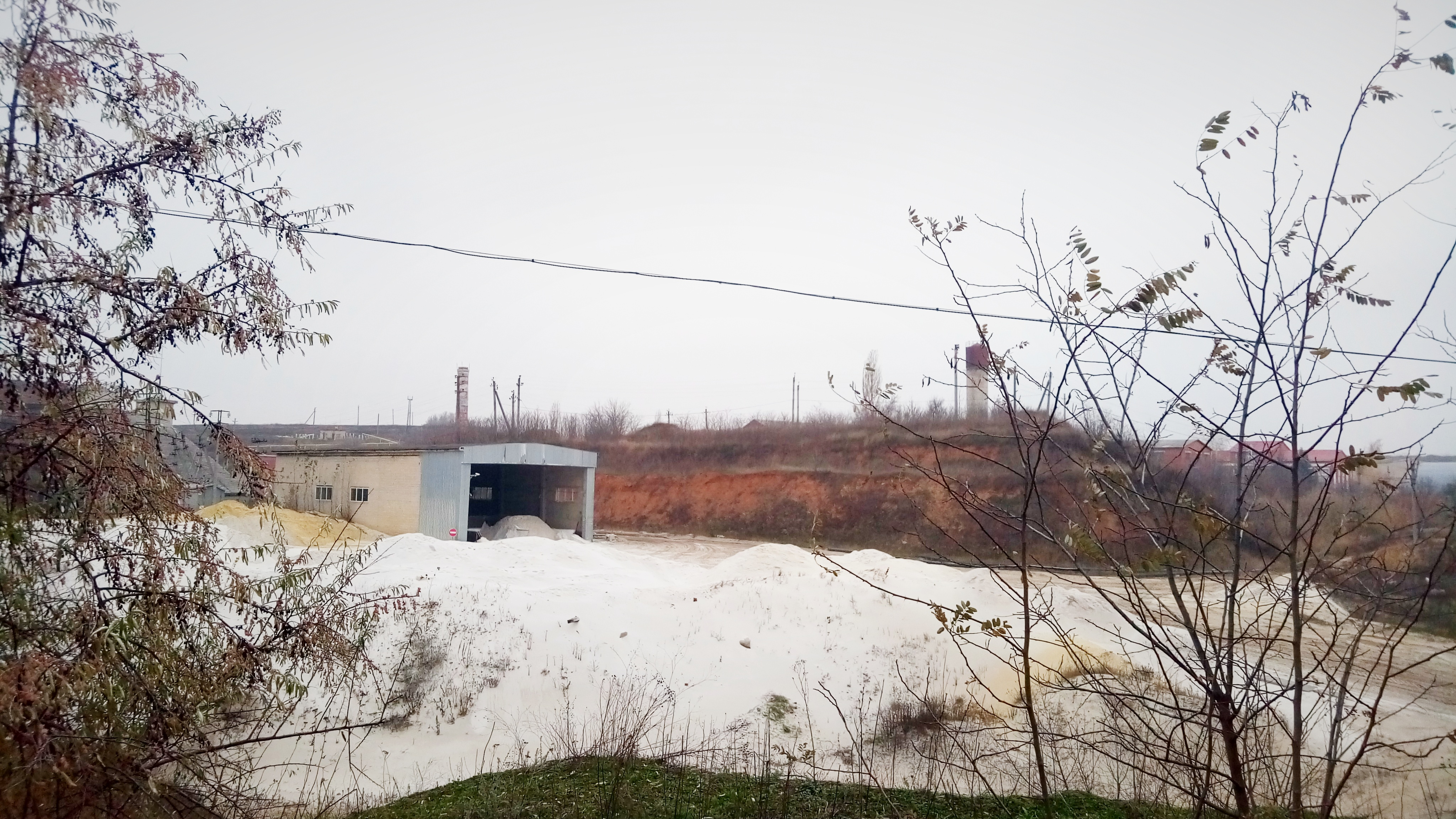
Бункерний склад на Новоселівському ГЗК
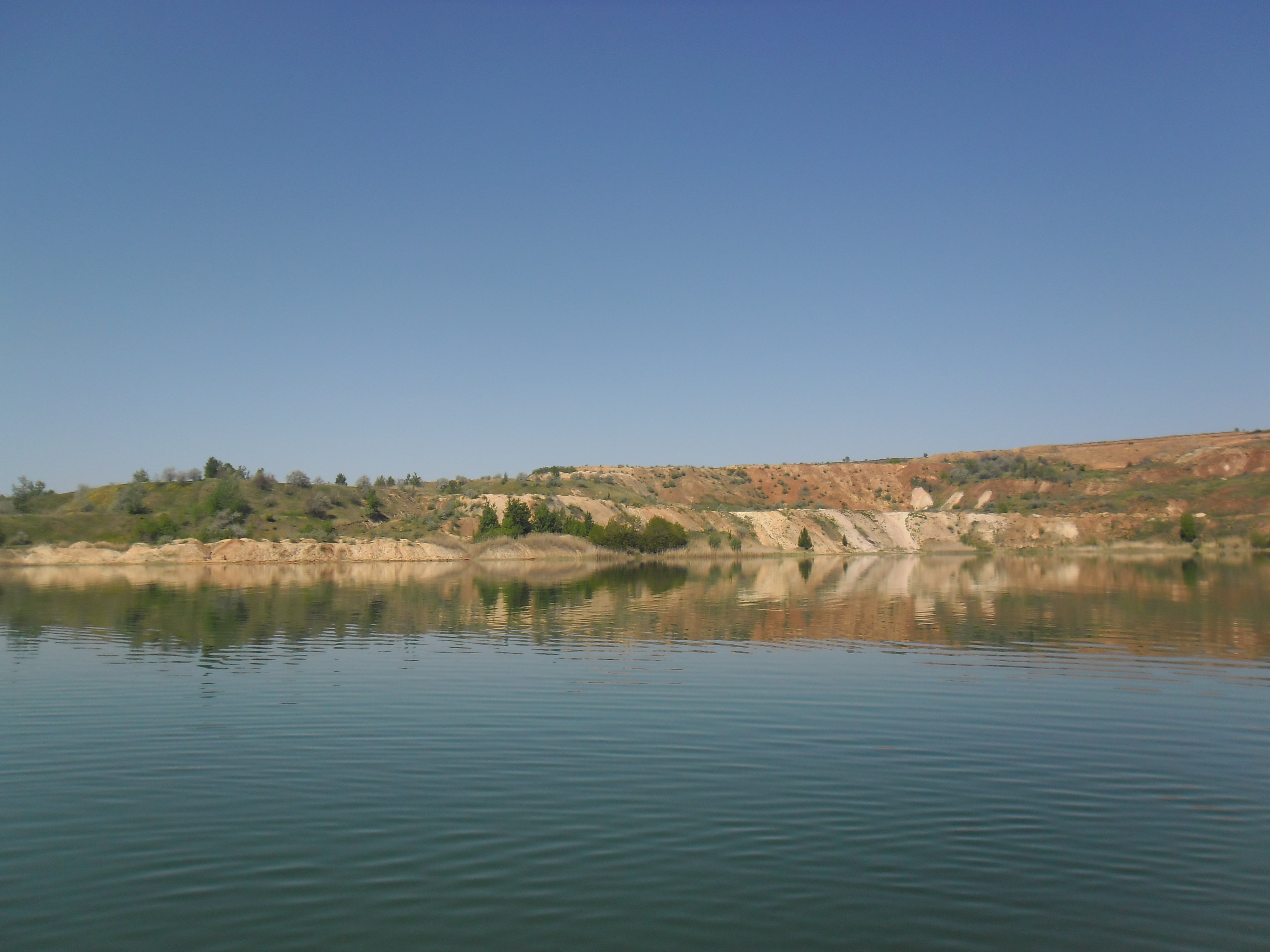
Новоселівський ГЗК . Краєвид
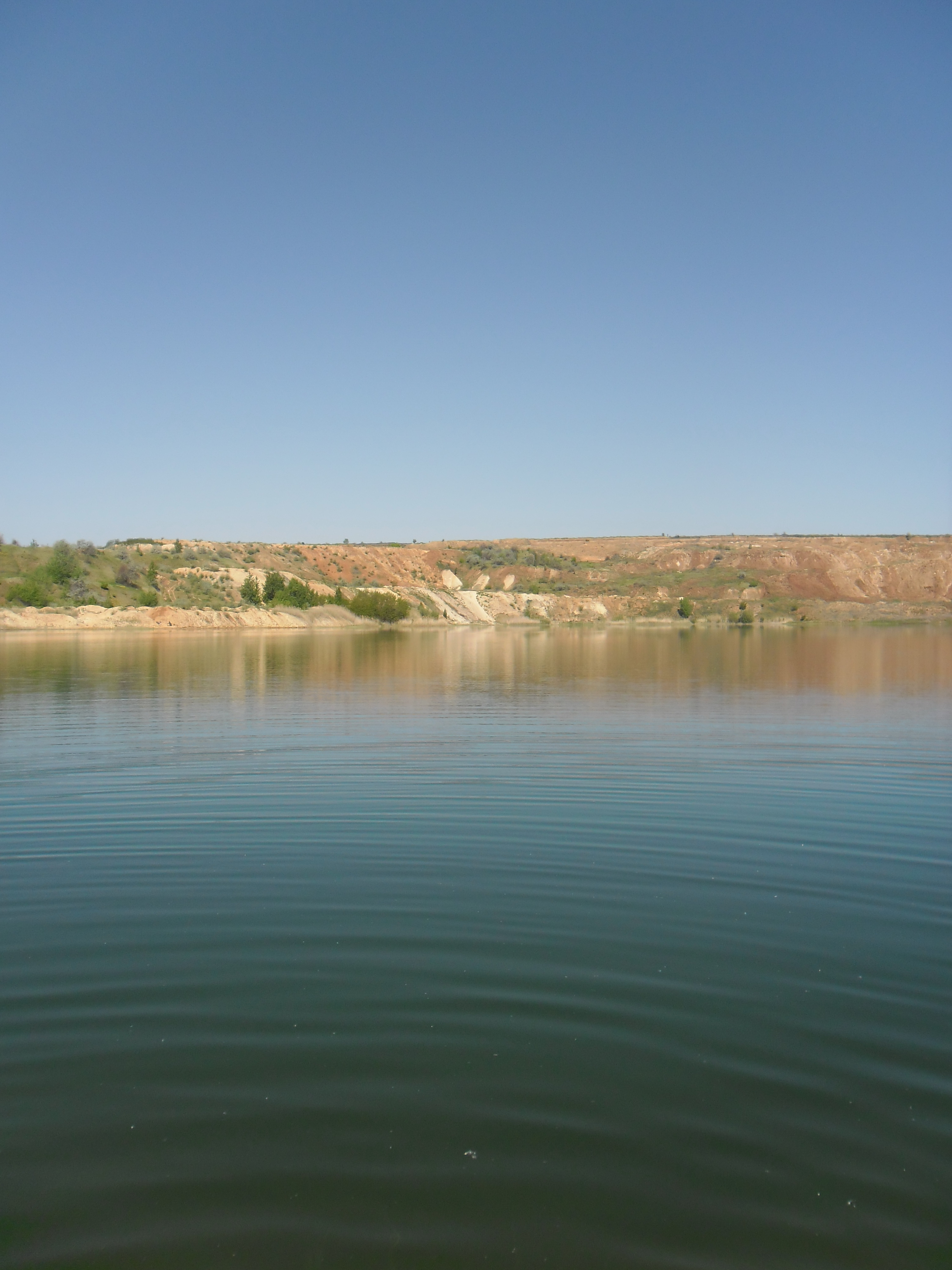
Новоселівський ГЗК. Ставок комбінату